# Bridelia erapensis
Bridelia erapensis là một loài thực vật có hoa trong họ Diệp hạ châu. Loài này được S.Dressler mô tả khoa học đầu tiên năm 1996.